# Alfred Mautner
Alfred Mautner (* 25. Juni 1886 in Hernals; † 21. Juni 1945 in London) war ein österreichischer Architekt.

## Leben
Sein Vater Samuel Mautner war ein böhmischer Eisenbahnbeamter. Gemeinsam mit Johann Rothmüller gründete Alfred Mautner 1921 ein Baugeschäft in Mauer bei Wien. Von 1922 bis 1938 war er zusätzlich als Fuhrwerksunternehmer für Personentransporte tätig. Die erste gemeinsame Arbeit Mautners und Rothmüllers war 1921/1922 die Ausführung der Bauten des Monumentalfilms Sodom und Gomorrha. 1929 eröffnete Alfred Mautner eine Blumenhandlung in Wien-Josefstadt unweit seiner Wohnung. Das Baugeschäft wurde 1931 aufgelöst, Mautner legte seine Konzession als Baumeister zurück. 1938 musste er auf Grund seiner jüdischen Herkunft ins Vereinigte Königreich emigrieren. Dort heiratete er 1939 Elsa Gold.

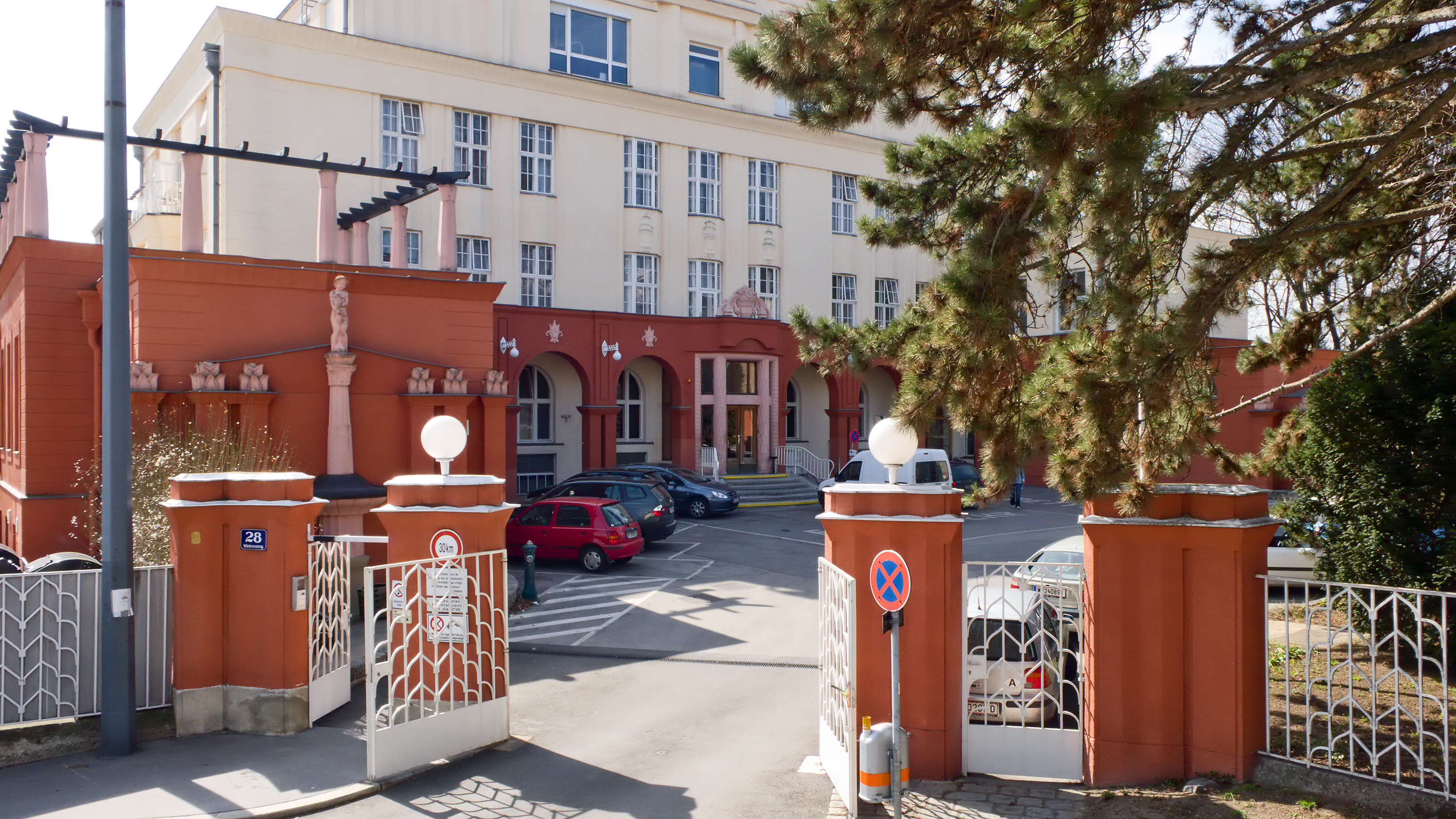
Orthopädisches Krankenhaus Gersthof

## Bauwerke als Architekt (Auswahl)
- Löwenkino in Wien-Landstraße (erbaut 1922; gemeinsam mit Johann Rothmüller)
- Entbindungsheim Gersthof, heute Orthopädisches Krankenhaus Gersthof, in Wien-Hernals (erbaut 1924–1926; gemeinsam mit Johann Rothmüller)